# دينو خليلوفيتش
دينو خليلوفيتش هو لاعب كرة قدم كرواتي في مركز الوسط، ولد في 8 فبراير 1998 في زغرب في كرواتيا. لعب مع نادي أودينيزي.

## وصلات خارجية
- دينو خليلوفيتش على موقع اتحاد كرواتيا (الكرواتية)
- دينو خليلوفيتش على موقع قاعدة بيانات كرة القدم.إي يو (الإنجليزية)
- دينو خليلوفيتش على موقع Soccerway.com (الإنجليزية)